# 後藤竜也
後藤 竜也（ごとう たつや、1975年〈昭和50年〉5月27日 - ）は、日本の政治家。大分県宇佐市長（1期）。宇佐市議会議員（3期）を務めた。

## 来歴
1994年（平成6年）、大分県立宇佐高等学校を卒業。1998年（平成10年）青山学院大学経済学部卒業し、ニューヨークで1年間留学する。1999年（平成11年）、エクセル株式会社（商社）へ入社し海外事業部に勤務。2005年（平成17年）、後藤塩干冷凍株式会社・有限会社後藤（食品卸）へ入社。2007年（平成19年）、有限会社後藤代表取締役。2011年（平成23年）、宇佐市議会議員に当選。

### 2021年宇佐市長選挙
2021年（令和3年）4月18日投開票の宇佐市長選挙に立候補したが、現職の是永修治に敗れて落選した。
※当日有権者数：45,634人 最終投票率：59.86%（前回比：-pts）
| 候補者名 | 年齢 | 所属党派 | 新旧別 | 得票数   | 得票率 | 推薦・支持 |
| -------- | ---- | -------- | ------ | -------- | ------ | ---------- |
| 是永修治 | 65   | 無所属   | 現     | 13,664票 | 50.37% | -          |
| 後藤竜也 | 45   | 無所属   | 新     | 13,462票 | 49.63% | -          |

2025年（令和7年）4月13日投開票の宇佐市長選挙において、元市議ら2人を破って初当選を果たした。
※当日有権者数：43,024人 最終投票率：62.53%（前回比： 2.67pts）
| 候補者名 | 年齢 | 所属党派 | 新旧別 | 得票数   | 得票率 | 推薦・支持 |
| -------- | ---- | -------- | ------ | -------- | ------ | ---------- |
| 後藤竜也 | 49   | 無所属   | 新     | 13,410票 | 50.29% | -          |
| 和気伸哉 | 54   | 無所属   | 新     | 10,856票 | 40.71% | -          |
| 中本毅   | 41   | 無所属   | 新     | 2,398票  | 8.99%  | -          |

4月24日、宇佐市長に就任した。